# Počátky
Počátky (in tedesco Potschatek) è una città della Repubblica Ceca facente parte del distretto di Pelhřimov, nella regione di Vysočina.